# Maravalia erythroxyli
Maravalia erythroxyli är en svampart som först beskrevs av Viégas, och fick sitt nu gällande namn av Y. Ono & J.F. Hennen 1984. Maravalia erythroxyli ingår i släktet Maravalia och familjen Chaconiaceae.   Inga underarter finns listade i Catalogue of Life.